# Alexandru Callimachi

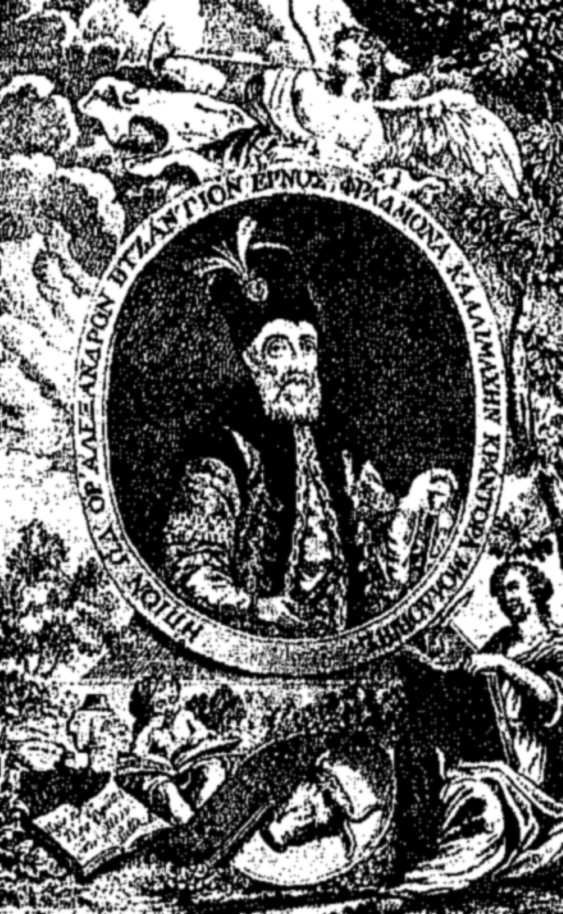
Callimachi

Alexandru Callimachi war vom 6. Mai 1795 bis zum März 1799 Fürst der Moldau.

## Leben
Wie sein Vater Ioan Teodor Callimachi galt er als weise und verfügte über einen sanftmütigen Charakter. Durch die stets wachsenden Tributforderungen der Osmanen musste Callimachi die Weinsteuer („vădrărit“) erhöhen. Seiner Herrschaft überdrüssig geworden, forderte er dreimal von der Hohen Pforte seine Ablöse, die ihm endlich 1799 gewährt wurde. Den Rest seines Lebens verbrachte er in Istanbul.
Die alte Universität in Iași trug als ehemaliger Sitz des Herrschers den Namen Palast Callimachi. Ursprünglich war es die Wohnung des Schatzmeisters Ion Cantacuzino, die später dem Fürsten Alexandru Callimachi angeboten wurde.